# Praag 6
Praag 6 is een gemeentelijk district van de Tsjechische hoofdstad Praag. Het is het hoofddistrict van het gelijknamige administratieve district. Tot het administratieve district behoren ook de gemeentelijke districten Praag-Lysolaje, Praag-Nebušice, Praag-Přední Kopanina en Praag-Suchdol. Tot het gemeentelijk district Praag 6 behoren de wijken Dejvice, Liboc, Ruzyně, Střešovice, Veleslavín en Vokovice en delen van de wijken Břevnov, Bubeneč, Hradčany en Sedlec. Het gemeentelijk district Praag 6 heeft 99.481 inwoners (2006), het administratieve district met dezelfde naam heeft 109.378 inwoners (2005). Dit artikel gaat verder over het gemeentelijke district.

## Aangrenzende districten en gemeenten
In het noorden grenst het Praag 6 aan de andere vier gemeentelijke districten uit het administratieve district. Ten oosten van Praag 6 liggen de districten Praag 7, Praag 1 en Praag-Troja en aan de zuidkant liggen Praag 17-Řepy en Praag 5. Ten westen van het district, buiten de gemeentegrenzen van Praag, liggen de gemeenten Hostivice, Dobrovíz en Kněževes, allen onderdeel van de okres Praha-západ.

## Bezienswaardigheden
Binnen het district Praag 6 liggen een aantal bezienswaardigheden. Een daarvan is het Klooster Břevnov. Dit klooster werd in het jaar 933 gesticht door Boleslav II van Bohemen en Adalbert van Praag. De gebouwen die er nu staan zijn 18e-eeuws en in barokstijl. Binnen de districtsgrenzen staat ook het Strahovstadion, het grootste stadion ter wereld. Verreweg de bekendste locatie in Praag 6 is het vliegveld Ruzyně. Dit is de internationale luchthaven van Praag met jaarlijks (2006) 11,6 miljoen passagiers. Het vliegveld ligt in het uiterste westen van het district.
Praag 1 · Praag 2 · Praag 3 · Praag 4 · Praag-Kunratice · Praag 5 · Praag-Slivenec · Praag 6 · Praag-Lysolaje · Praag-Nebušice · Praag-Přední Kopanina · Praag-Suchdol · Praag 7 · Praag-Troja · Praag 8 · Praag-Březiněves · Praag-Ďáblice · Praag-Dolní Chabry · Praag 9 · Praag 10 · Praag 11 · Praag-Křeslice · Praag-Šeberov · Praag-Újezd · Praag 12 · Praag-Libuš · Praag 13 · Praag-Řeporyje · Praag 14 · Praag-Dolní Počernice · Praag 15 · Praag-Dolní Měcholupy · Praag-Dubeč · Praag-Petrovice · Praag-Štěrboholy · Praag 16-Radotín · Praag-Lipence · Praag-Lochkov · Praag-Velká Chuchle · Praag-Zbraslav · Praag 17-Řepy · Praag-Zličín · Praag 18-Letňany · Praag 19-Kbely · Praag-Čakovice · Praag-Satalice · Praag-Vinoř · Praag 20-Horní Počernice · Praag 21-Újezd nad Lesy · Praag-Běchovice · Praag-Klánovice · Praag-Koloděje · Praag 22-Uhříněves · Praag-Benice · Praag-Kolovraty · Praag-Královice · Praag-Nedvězí